# Rhynchospora knieskernii
Rhynchospora knieskernii là loài thực vật có hoa trong họ Cói. Loài này được J.Carey miêu tả khoa học đầu tiên năm 1847.